# Борз (зброя)
Борз (чеч. Борз — «вовк») — недорогий саморобний чеченський пістолет-кулемет, що випускався невеликими партіями в період з 1992 по 1999 рік. Початкова модель була заснована на вірменському К6-92, який, у свою чергу, був заснований на пістолеті-кулеметі ППС-43.

## Історія
Виробництво першої моделі почалося в 1992 році на заводі «Красний молот» у Грозному. Тим не менш на заводі «Красний молот» виготовили лише кілька сотень моделей, оскільки виробництво було зупинено Першою російсько-чеченською війною, після чого виробництво перейшло в підпільні цехи.

## Проектування та розгортання
Спочатку «Borz» був копією вірменського К6-92, який сам по собі базувався на основі радянського пістолета-кулемета ППС-43 . Однак окремі моделі можуть сильно відрізнятися, оскільки Borz не є ні єдиною моделлю зброї, і не виготовленим конкретним виробником зброї, а загальною назвою для всіх чеченських ручних пістолетів-кулеметів, які мають певну схожість за дизайном і зовнішнім виглядом. Деякі моделі Борзу кінця 1990-х років не відповідають оригінальному дизайну і мають телескопічний болт і магазин у пістолетній рукоятці, схожий на Uzi. Їх часто називають «Борз другого покоління» — деякі з них також мали глушники та магазини на 40 патронів.
Борз був дуже простим і недорогим у виробництві, в Чечні він коштував близько 100 доларів. Стівель може бути квадратною сталевою трубкою з штампованою сталевою пилозахисною кришкою зверху та цапфами спереду та ззаду, хоча деякі версії мають круглу ствольну коробку. Конструкція затвора дуже нагадувала радянську ППС, і магазин був заснований на магазині, який використовувався в німецькому MP-40. Ударно-спусковий механізм має спільні функції з Мадсен M-50 і дозволяє виконувати як повністю автоматичний, так і одиночний вогонь. Ежектор і стопорна гайка ствола також нагадують гайки Madsen. Його легка конструкція та простота використання були ідеальними для раптових атак, компенсуючи недоліки якості. Ствол зазвичай зношується після вистрілу приблизно трьох магазинів на суму патронів, що призводить до все більш низької точності.
Як і багато імпровізованої вогнепальної зброї (наприклад, FP-45 Liberator), пістолет-кулемет Борз був призначений для використання партизанами як груба напіводноразова зброя для засідки поліції та військових у міських умовах, після чого вони могли отримати більш якісну, виготовлену на заводах зброю у вбитих і поранених.